# Chlorogomphus fraseri
Chlorogomphus fraseri là loài chuồn chuồn trong họ Chlorogomphidae. Loài này được St. Quentin mô tả khoa học đầu tiên năm 1936.